# Bitum
Bitumul este un produs solid, plastic, de culoare neagră, obținut prin oxidarea la cald a reziduurilor de petrol sau prin distilarea huilei.

## Bitumul natural

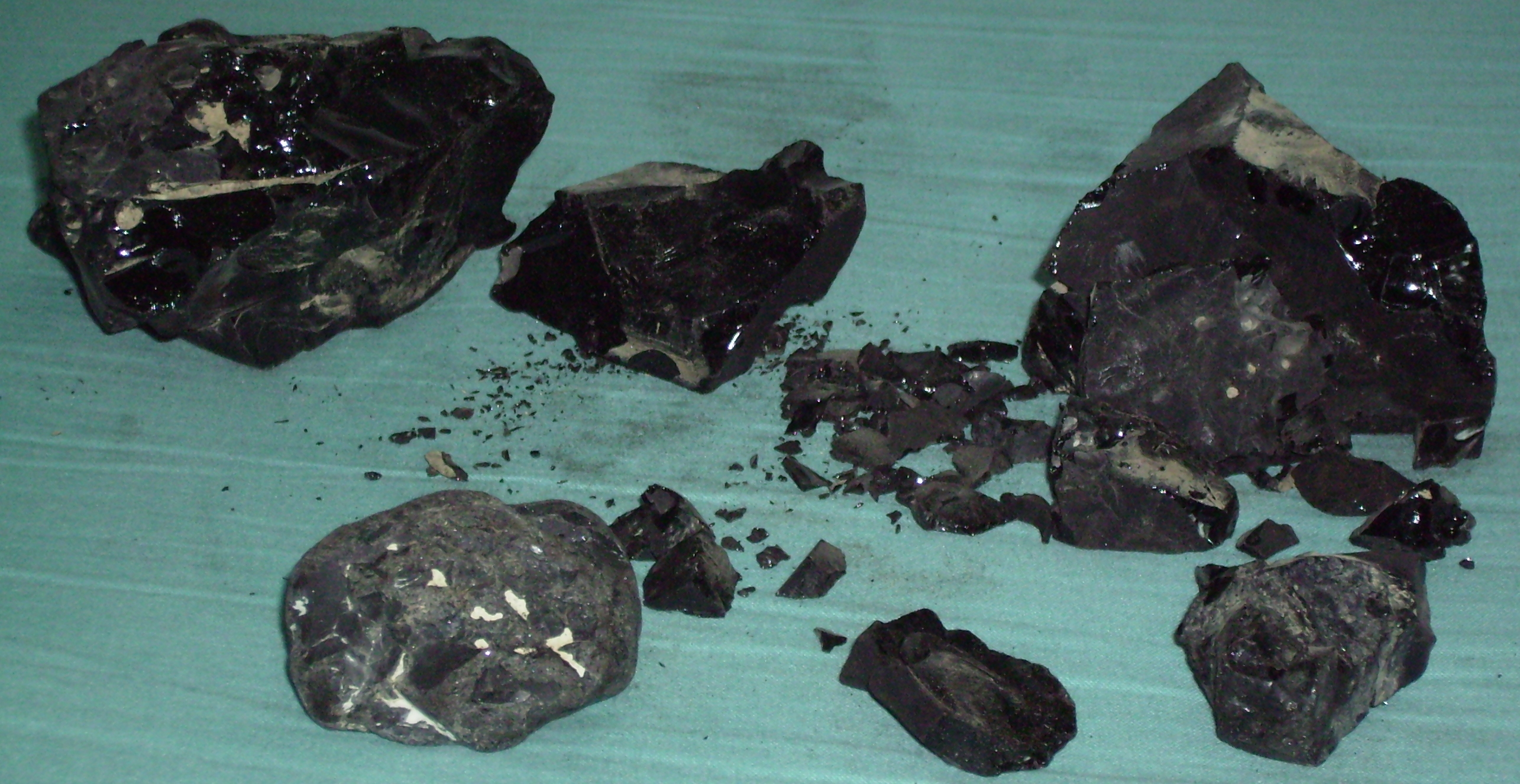
Bitum natural colectat la malul Mării Moarte din Israel

Bitumul natural se găsește asociat cu diferite substanțe minerale și, în acest caz, se numește rocă asfaltică (asfalt natural sau nisip bituminos). Mesopotamienii îl foloseau în urmă cu 7.000 de ani, drept agent de legătură în construcții.
Cele mai cunoscute bitumuri naturale sunt bitumul de Trinidad (56% bitum pur), bitumul de Bermudez din Venezuela (96 % bitum pur), bitumul din Marea Moartă (98% bitum pur) etc.
În România se exploatează bitum natural impregnat cu nisip, în bazinul Derna-Tătăruș-Voivozi (județul Bihor). Acest bitum, în proporție de 10-20 % din masa nisipului bituminos, este de consistență foarte redusă și de aceea trebuie prelucrat în mod special pentru a se obține un bitum corespunzător pentru executarea diferitelor lucrări rutiere. Se mai găsește nisip bituminos la Matița (județul Prahova) cu un conținut de 8-12 % bitum.

## Bitumul artificial

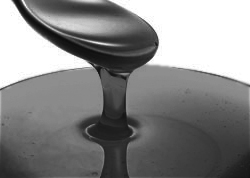
Bitum, sub formă de lichid vâscos, obținut din prelucrarea țițeiului

Deoarece cantitățile de bitum natural sunt insuficiente pentru a acoperi cererea, în prezent, bitumul se obține prin oxidarea deșeurilor rămase după distilarea petrolului din combustibilul rezultat în urma distilării primare a țițeiului înaltă calitate, fără parafină. Produsul este foarte important datorită aplicabilității în special în domeniul construcțiilor rutiere și al sistemelor de hidroizolare.